# Geneva Open 1990
Il Geneva Open 1990 è stato un torneo di tennis giocato sulla terra rossa. È stata l'11ª edizione del torneo, che fa parte della categoria World Series nell'ambito dell'ATP Tour 1990. Si è giocato a Ginevra in Svizzera dal 10 al 17 settembre 1990.

## Campioni

### Singolare maschile
Horst Skoff ha battuto in finale  Sergi Bruguera per 7-6(8), 7-6(4).

### Doppio maschile
Albano /  Engel hanno battuto in finale  Borwick /  Lewis per 6-3 7-6.